# Epigonus ctenolepis
Epigonus ctenolepis är en fiskart som beskrevs av Kenji Mochizuki och Shirakihara, 1983. Epigonus ctenolepis ingår i släktet Epigonus och familjen Epigonidae. Inga underarter finns listade i Catalogue of Life.